# Kleinlangheim
Kleinlangheim ist ein Markt im unterfränkischen Landkreis Kitzingen.

## Geografie

### Geografische Lage
Kleinlangheim liegt zwischen den Orten Kitzingen und Wiesentheid sowie zwischen Maindreieck und Steigerwald. Die Landschaft ist dort leicht bergig. Fünf Kilometer südlich ragt der Schwanberg circa 200 Meter aus der Ebene heraus, sieben Kilometer östlich der Friedrichsberg. Durch Kleinlangheim verläuft der Gründleinsbach.

### Gemeindegliederung
Kleinlangheim besteht aus fünf Gemeindeteilen (in Klammern ist der Siedlungstyp angegeben):
- Atzhausen (Kirchdorf)
- Haidt (Dorf)
- Kleinlangheim (Hauptort)
- Pfundmühle (Einöde)
- Stephansberg (Weiler)

Ehemalige Ortsteile waren Hammermühle, Kastnersmühle, Neumühle, Sandmühle, Wasenmeisterei, Weidenmühle, Wutschenhof und Wutschenmühle.

### Nachbargemeinden
Nachbargemeinden sind (von Norden beginnend im Uhrzeigersinn): Wiesentheid, Rüdenhausen, Wiesenbronn, Großlangheim und Schwarzach am Main.

### Naturräumliche Lage
Naturräumlich liegen Kleinlangheim und seine Gemeindeteile in zwei Naturräumen, die beide dem Steigerwaldvorland zugerechnet werden. Der Norden mit Haidt und Atzhausen ist Teil des flachen Albertshofener Flugsandgebiets, während um den Hauptort Kleinlangheim die Gebiete der Mainbernheimer Ebene mit mehreren Hügeln beginnen. Als besonders schützenswerter Teil des Flugsandgebietes wurde unter dem Namen Sande am Tannenbusch bei Kleinlangheim ein Naturschutzgebiet eingerichtet.

## Geschichte

### Bis zur Gemeindegründung
Die ersten menschlichen Spuren tauchten durch den Fund eines Nephritbeils der Zeit um 7000 v. Chr. auf. Es ist das älteste, von Menschenhand stammende Fundstück auf Kleinlangheimer Gemarkung und im Museum in Kitzingen ausgestellt. Rund 1000 Jahre v. Chr. wurden erste Hügelgräber in der Kleinlangheimer Flur angelegt. Ungefähr 500 Jahre später hinterließen Menschen einen Mühlstein, der im Bereich des Rathauses gefunden wurde.
Etwa 50 v. Chr. begann die durchgehende Siedlungsgeschichte. Auf der Ostseite des Gründleinbaches wurden Elbgermanen sesshaft. Bei Ausgrabungen in den 1960er Jahren entdeckte man einen Brandgrubenfriedhof mit über 200 Brandgrubengräbern. Die Siedler verbrannten ihre Toten und gaben die Asche lose oder auch in Urnen in kleine Gruben.
Aus der Völkerwanderungszeit ist ein Gräberfeld bekannt, das mit einzelnen Bestattungen im frühen 6. Jahrhundert begann und bis ins 7. Jahrhundert benutzt wurde. Es enthält über 243 Körpergräber und weitere 56 Brandgrubengräber. Träger dieser Kultur dürften neben der elbgermanischen Vorbevölkerung vor allem Franken gewesen sein, die ihr Territorium im 6. Jahrhundert enorm ausweiteten und vermutlich auch das Christentum einführten. → Merowingerzeitliches Reihengräberfeld mit Körper- und Brandgräbern (Kleinlangheim)
Erstmals erwähnt wurde der Ort in einer Urkunde von 816, als „Lanchem“ zum Ausstattungsgut des Klosters Megingaudshausen im Steigerwald gezählt wurde. 1427 bekam der Ort das Marktrecht für jährlich vier Märkte verliehen. Drei Jahre später erhielt Kleinlangheim eine Dorf- und eine Marktordnung. Gleichzeitig wurde das Dorf befestigt und konnte nur durch vier Tortürme betreten werden. Das Schafrecht gestand der Markgraf dem Ort 1441 zu. Im Jahre 1484 wurde vermutlich das erste Rathaus errichtet. Die Wehrhaftigkeit durch vorhandene Schützen ist aus einer Einladung zum Landeskleinod-Schießen in Würzburg 1490 ersichtlich. Schon 1491 konnten sich die Bewohner über das Privileg, Viehmärkte abhalten zu dürfen, freuen. Dieses Privileg wurde bis 1908 wahrgenommen.
Ab 1500 lag der Ort im Fränkischen Reichskreis. Im Jahre 1530 verlas der Kleinlangheimer Christian Beyer die Thesen Luthers auf dem Augsburger Reichstag. Beyer, der in Erfurt studiert hatte, war Martin Luthers Ratsherr in Wittenberg und vertrat ihn als Anwalt rechtlich. Im gleichen Jahr wechselten die Kleinlangheimer zum evangelischen Bekenntnis.
1532 existierten schon alle heute noch vorhandenen Mühlen. Außerdem gab es eine Ziegelhütte in der Gemarkung. Als erste Schule diente das 1584 wieder aufgebaute alte Rathaus. Im Jahre 1725 erhielten die Kleinlangheimer Juden die Erlaubnis zum Errichten einer Synagoge, die 1802 erweitert wurde.
1803 kam das ehemals markgräfliche Amt durch Grenzbereinigungen mit Preußen zu Bayern und 1810 zum Großherzogtum Würzburg. Durch die Verträge von Paris fiel Kleinlangheim 1814 wieder an das Königreich Bayern. Im Zuge der Verwaltungsreformen im Königreich Bayern entstand im Jahre 1818 die heutige Gemeinde.

### 20. Jahrhundert
1908 wurde der letzte Viehmarkt abgehalten. Durch den Bau der Bahnstrecke Kitzingen–Schweinfurt hatten die Bauern es nun leicht, ihre Rinder nach Schweinfurt zu transportieren und dort zu verkaufen. Dadurch war der Viehmarkt in Kleinlangheim, der größte in Franken, überflüssig geworden. Am Ende des Ersten Weltkrieges kamen wieder Katholiken nach Kleinlangheim. Während der Pogrome am 9. November 1938 wurde die Synagoge zerstört.
Im Jahr 1978 wurde Kleinlangheim Mitglied der Verwaltungsgemeinschaft Großlangheim mit Sitz in Großlangheim.

### Eingemeindungen
Im Zuge der Gebietsreform in Bayern wurde am 1. Juli 1972 die Gemeinde Atzhausen und am 1. Januar 1978 die Gemeinde Haidt eingegliedert.

### Bevölkerungsentwicklung
| Jahr      | 1834 | 1865 | 1868 | 1900 | 1925 | 1950 | 1961 | 1970 | 1991 | 1995 | 2000 | 2005 | 2010 | 2015 |
| --------- | ---- | ---- | ---- | ---- | ---- | ---- | ---- | ---- | ---- | ---- | ---- | ---- | ---- | ---- |
| Einwohner | 1239 | 1254 | 1293 | 1408 | 1279 | 1806 | 1432 | 1462 | 1507 | 1680 | 1717 | 1683 | 1614 | 1734 |

Quelle der Zahlen ohne Einzelnachweis: Bayerisches Landesamt für Statistik und Datenverarbeitung
Im Zeitraum 1988 bis 2018 stieg die Einwohnerzahl von 1457 auf 1733 um 276 Einwohner bzw. um 18,9 %.

## Religion
- Evangelisch-lutherische Kirchengemeinde
- Katholische Kirchengemeinde

## Politik

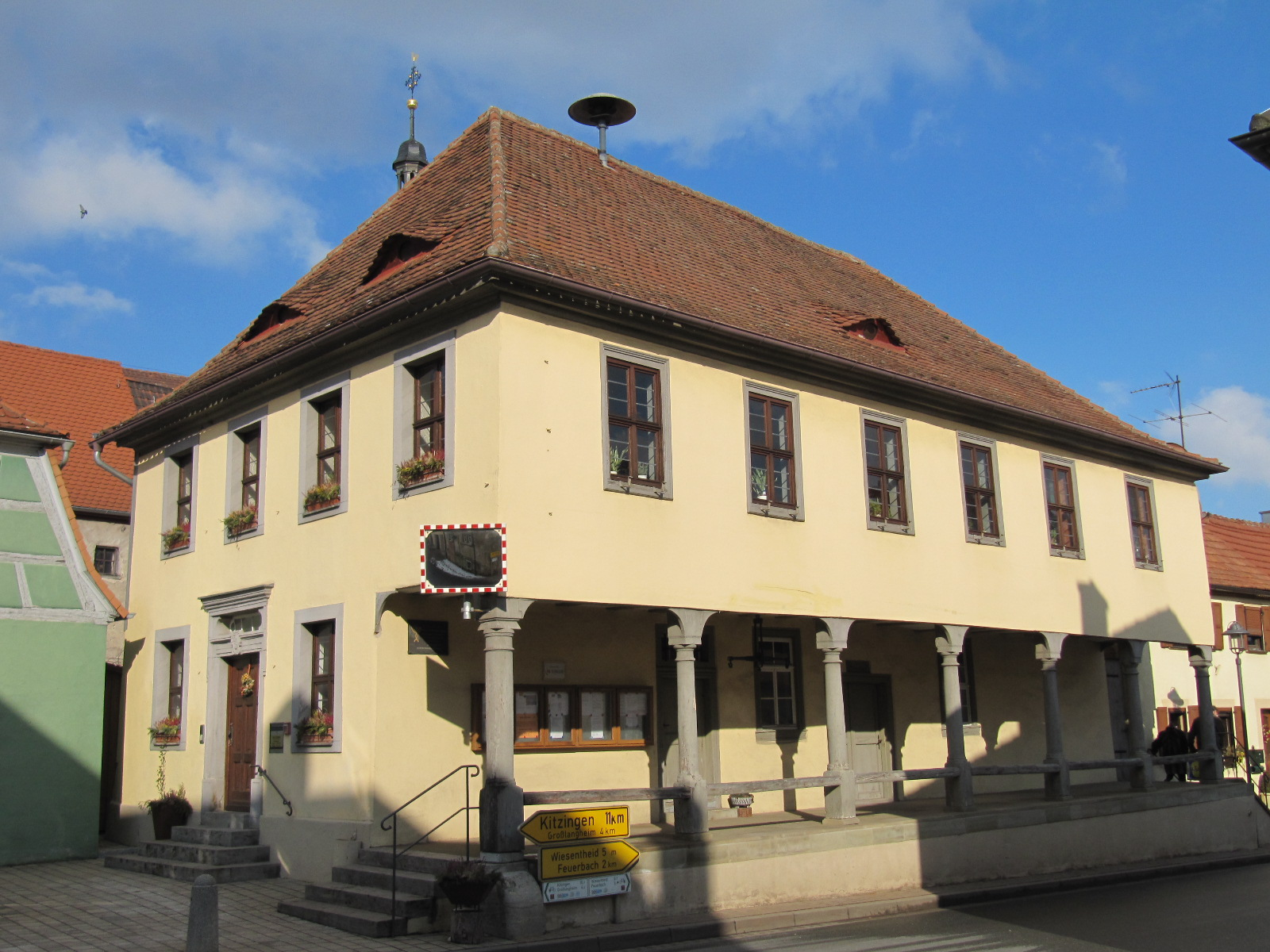
Rathaus mit Arkadengang

### Marktgemeinderat
Der Marktgemeinderat hat (ohne Bürgermeister) zwölf Mitglieder. Die Kommunalwahl am 15. März 2020 ergab folgende Mandatsverteilung:
- CSU 5 Sitze (39,93 %)
- Bürgervereinigung/Freie Wähler 5 Sitze (46,55 %)
- Bürgerblock Atzhausen 2 Sitze (13,52 %).

Gegenüber der Amtszeit von 2014 bis 2020 blieben CSU und Bürgervereinigung/Freie Wähler unverändert; der Bürgerblock Atzhausen konnte ein Mandat dazu gewinnen, das bisher die nicht mehr kandidierende SPD innehatte.

### Bürgermeister
- Erster Bürgermeisterin: Gerlinde Stier;[13] seit 1. Mai 2014; wiedergewählt 2020 mit 88,3 % der Stimmen.
- Zweiter Bürgermeister: Dieter Zeller

## Verwaltung
Die Gemeinde ist  Mitglied der Verwaltungsgemeinschaft Großlangheim.

### Wappen
| Wappen von Kleinlangheim | Blasonierung: „Geteilt; oben geviert von Silber und Schwarz, unten in Rot auf grünem Boden rechts ein grüner Laubbaum, links ein schreitendes silbernes Lamm.“ |
| Wappen von Kleinlangheim | Wappenbegründung: Kleinlangheim kam 1283 durch eine Verpfändung an die zollerischen Burggrafen von Nürnberg und späteren Markgrafen von Brandenburg-Ansbach. Der Markt blieb unter dieser Herrschaft bis 1791. Die ersten überlieferten Abdrucke eines Marktsiegels stammen aus dem Jahr 1558. Die Vierung von Silber und Schwarz in der oberen Wappenhälfte ist das Stammwappen der Hohenzollern. Das Schaf in der unteren Wappenhälfte ist wahrscheinlich ein Hinweis auf ein von Markgraf Johann von Brandenburg 1441 verliehenes Schäferrecht. Der Baum erschien im Wappen erst im 19. Jahrhundert und die untere Schildhälfte wurde in Silber dargestellt. Hupp hat die untere Wappenhälte in Gold dargestellt. Die Gemeinde führt in ihrem Wappen die untere Wappenhälfte in Rot. Das Haus der bayerischen Geschichte beschreibt die Farbe jedoch weiterhin mit Gold. Der Baum dürfte ein Hinweis auf den im Marktgebiet verbreiteten Obstanbau und die damit verbundenen Brennrechte sein. Die Wappenführung ist durch Siegelführung seit 1558 belegt. |

## Kultur und Sehenswürdigkeiten

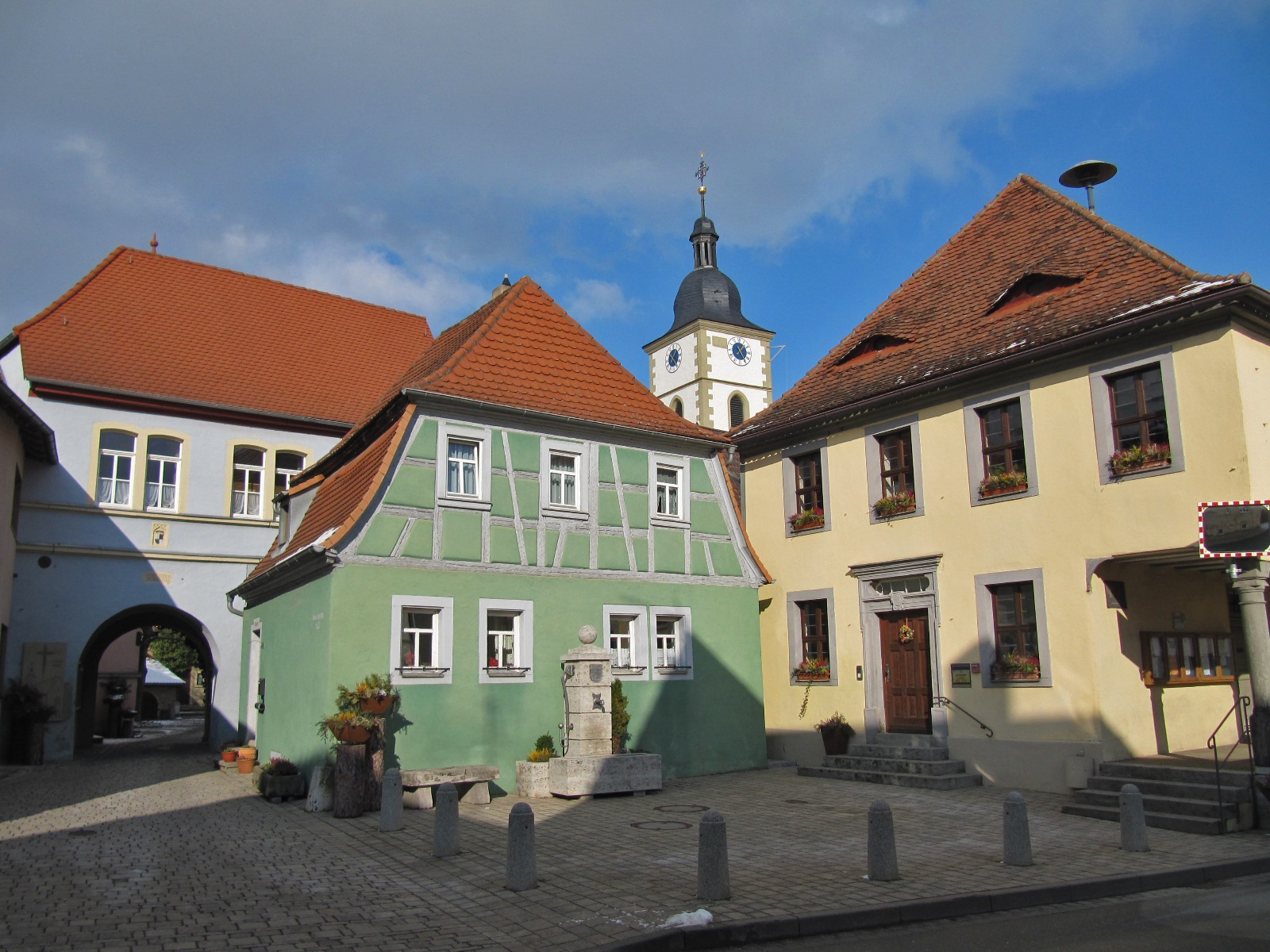
Rathausplatz mit Zugang zur Kirchenburg, Bürgerhaus und Rathaus

### Sehenswürdigkeiten

#### Rathaus
Über der Türe im Laubengang des heutigen Rathauses ist die Jahreszahl 1558 als Jahr der Errichtung angebracht. Der von sieben Säulen getragene Arkadengang entstand, als das Rathaus im 17. Jahrhundert umgebaut und verbreitert wurde. Er diente als Markt- und Wiegeplatz sowie als Gerichtsort. Vor dem Bau des Rathauses tagte man im Torhaus der Kirchenburg.
Der restaurierte Sitzungssaal enthält einen alten Ofen mit gusseisernen Platten von 1717 und zwei Gemälde, die einen Hochzeitslader und ein Brautpaar zeigen. Alle tragen die Kleidung des 16. Jahrhunderts.

#### Kirchenburg
Das Gotteshaus war ursprünglich vom Friedhof umgeben. Im 12. Jahrhundert wurden Kirche und Friedhof mit starken, hohen Mauern befestigt. Schließlich erfolgte der Ausbau der Ummauerung zur Kirchenburg.
Die Gemeinde und der Förderkreis Kirchenburg Kleinlangheim bemühen sich, die Reste der Kirchenburg zu renovieren und zu erhalten.

#### Friedhof

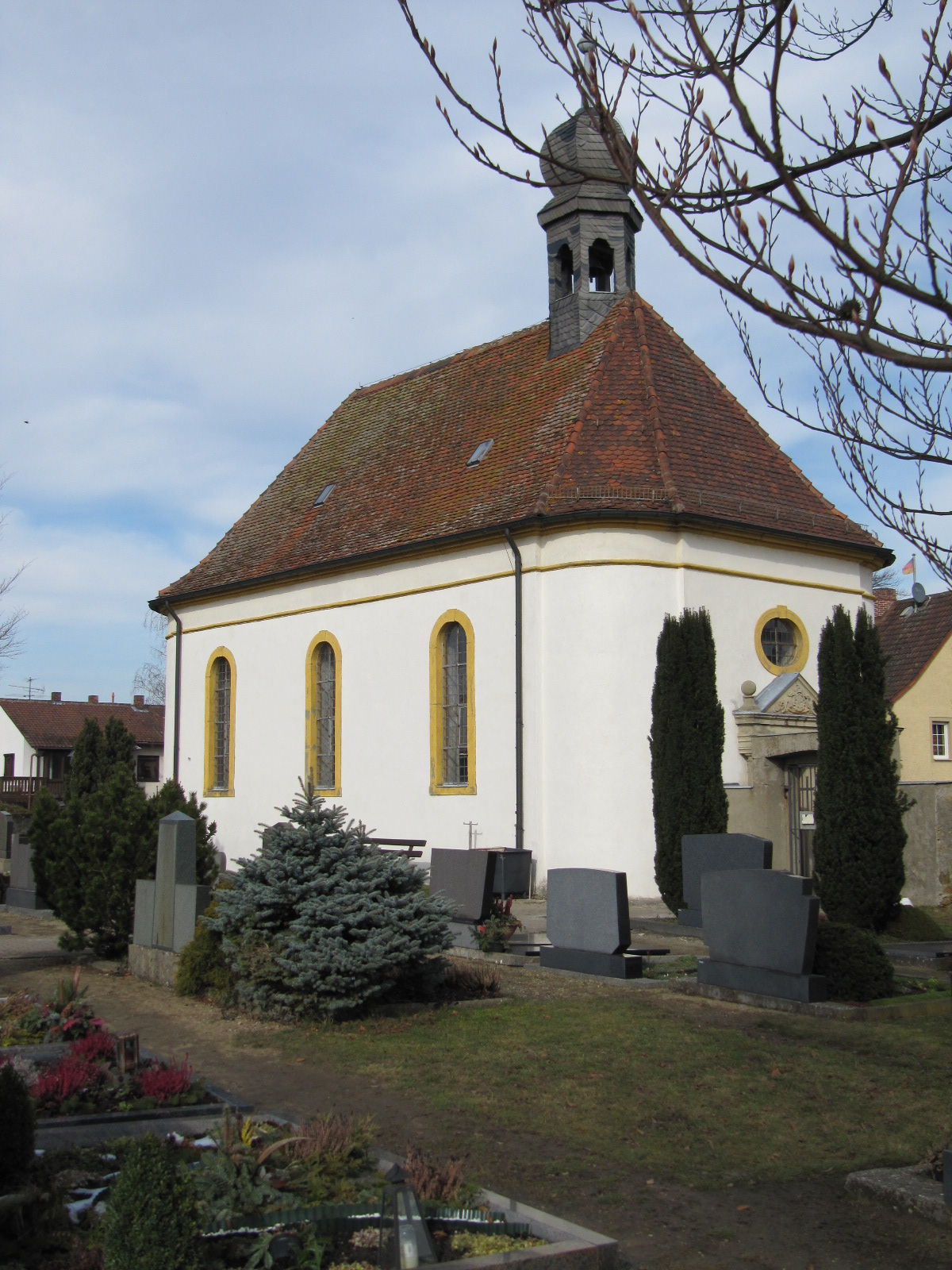
Friedhofskapelle von 1734

Die Siedlungsgeschichte der Elbgermanen ab 50 v. Chr. ist aus dem Brandgrubenfriedhof mit über 200 Brandgruben auf der Ostseite des Gründleinbaches ersichtlich.
Als sich im 6. Jahrhundert die Franken im heutigen Unterfranken niederließen, wurde die Körperbestattung üblich. Die Toten legte man am Rande der Siedlungen nebeneinander so in die Erde, dass der Kopf nach Westen und die Füße nach Osten ausgerichtet waren. Reste solcher Reihengräberfelder, die im ganzen fränkischen Siedlungsraum verbreitet sind, befinden sich meist bei Ortschaften mit der Endung –heim und weisen auf die fränkische Zeit hin. Die in Kleinlangheim wurden bei archäologischen Ausgrabungen entdeckt. Mit der Annahme des christlichen Glaubens an der Wende vom 5. zum 6. Jahrhundert war das Ende der Belegung des Gräberfeldes im 7. Jahrhundert verbunden.
Wie in den umliegenden Gemeinden wurden auch in Kleinlangheim die Menschen zunächst um die Kirche herum beigesetzt. Nach der Reformation wurde der Friedhof 1577 an den Ortsrand verlegt. Erst 1734: 85 wurde die Friedhofskapelle gebaut. Die genannte Jahreszahl und der Erbauer, Christian Friedrich Freiherrn von Seckendorff, sind in der Inschrift unter dem Giebel des Westportals festgehalten. Die Ecken des Saalbaus sind abgerundet. Ein Chor ist nicht vorhanden. Auf dem Walmdach befindet sich ein Dachreiter mit Laterne und Kuppel.
An die Gefallenen der Weltkriege erinnert das Denkmal auf der Straßenseite der Kapelle.

#### Ehemaliger Bahnhof
Kleinlangheim lag an der Nebenbahnstrecke Kitzingen–Schweinfurt, die stillgelegt wurde.

#### St. Hedwig

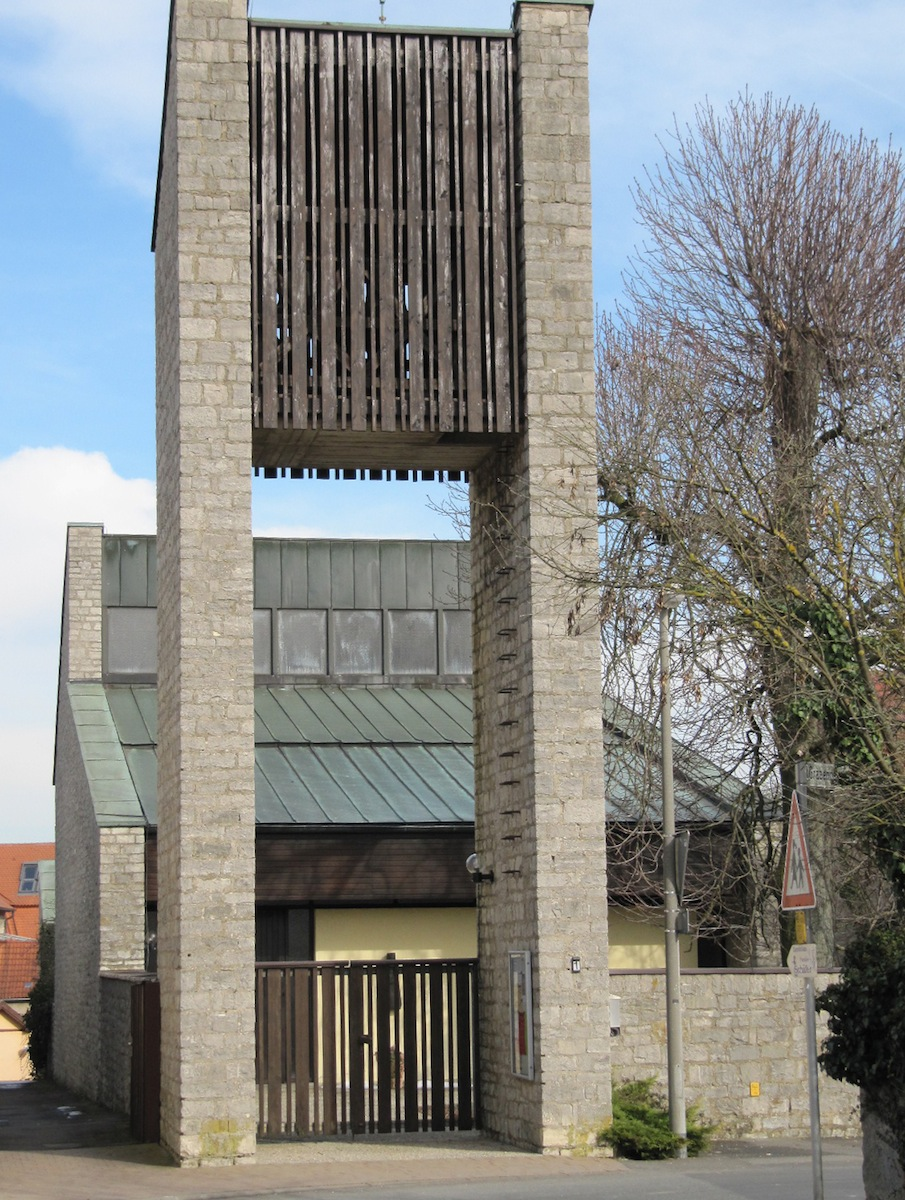
Katholische Kirche St. Hedwig

Nach dem Zweiten Weltkrieg stieg mit den Heimatvertriebenen aus Schlesien und dem Sudetenland die Zahl der Katholiken sprunghaft an. Deshalb wurde der Bau eines eigenen Gotteshauses geplant. Schließlich konnte im Juli 1963 die Grundsteinlegung erfolgen und die Einweihung bereits am 20. Juni 1964 gefeiert werden. St. Hedwig wurde als Patronin gewählt. Die Heilige wurde in Kitzingen erzogen, war später Herzogin von Schlesien und stellt die Verbindung zur alten Heimat her.
Eine St. Hedwig-Skulptur steht am Eingang. Der Schöpfer dieses Kunstwerkes ist Valentin Lucius Glanzner aus Wiesentheid. Die Altarwand malte 1964 der Frankfurter Rudolf Heinisch.:27

### Theater
- Laienspielgruppe spielt jedes Jahr beim Kirchenburgfest an zwei Abenden
- Das Frauenkabarett Lila Kleinlangheimer, eine Kabarettgruppe aus drei Damen bestehend, ist nicht mehr aktiv.

### Museen
- Privatmuseum in der Kirchenburg

### Musik
- Gesangverein 1910 Kleinlangheim mit Männerchor, Frauenchor und gemischtem Chor
- Posaunenchor Kleinlangheim

### Sport
- VfL Verein für Leibesübungen Kleinlangheim
- Schützengilde Kleinlangheim 1490 e. V.
- Radfahrverein Pfeil 1908
- Reit- und Fahrverein Atzhausen

### Regelmäßige Veranstaltungen
- Frühlingserwachen (Markt), Anfang März in der Kirchenburg
- Das Weinfestival Kleinlangheim findet jedes Jahr am 3. Juni-Wochenende statt. Unter freiem Himmel werden Wein und andere kulinarische Köstlichkeiten bei traditioneller und auch moderner Musik geboten.
- Kirchenburgfest
- Der Herbstmarkt findet jedes Jahr am 3. Oktober statt. Es werden einheimische landwirtschaftliche Produkte angeboten.
- Die traditionell von der Dorfjugend gestaltete Kirchweih findet jedes Jahr am ersten Wochenende im November statt und besteht aus Ausgrabung, Kirchweihumzug, Kirchweihpredigt und Kirchweihzeitung.
- Der Weihnachtsmarkt findet jedes Jahr am zweiten Adventssonntag an der historischen Kirchenburg statt. Die ortsansässigen Vereine bieten handwerklich hergestelltes Kulinarisches und Selbstgebasteltes an.

### Sage

#### Das Wilde Heer
Ähnlich wie in den benachbarten Dörfern Feuerbach und Nordheim am Main existieren auch in Nordheim Sagen über das Wilde Heer, das zwischen Weihnachten und dem Dreikönigstag mit dem Sturmwind reiten soll.
In Kleinlangheim entstand die Sage, dass der Anführer des Wilden Heeres, das sogenannte Herrla Huh, aus den Hünengräbern im Kleinlangheimer Gemeindeholz nordöstlich des Dorfes aufsteigt. Er sammelt dort sein Heer und zieht über die Wipfel der Bäume, die dabei brechen. Das Wilde Heer soll außerdem oft Mensch und Tier erschrecken. In Kleinlangheim hat sich der Spruch überliefert, der bei Gewittern gebraucht wird: „Kinner, macht die Läden zu, do drauß’n fährt der Herrla Huh“.

#### Der Pestvogel
Ähnlich wie im benachbarten Abtswind existiert auch in Kleinlangheim eine Sage über den sogenannten Pestvogel. Als der sogenannte Schwedenkrieg das Dorf heimsuchte, kam auch die Pest nach Kleinlangheim. Damals starb der Ort bis auf 48 Personen aus. Jeden Tag trafen sich die Verbliebenen auf dem Dorfplatz vor dem Brunnen und zählten durch, wie viele noch übrig waren. Auf dem Baum neben dem Brunnen erschien ein Vögelchen und zwitscherte den Leuten zu: „Iss Bibernell, wirst du nit sterben!“ Die Übrigen wurden dadurch auf wundersame Weise von der Pest verschont.

## Wirtschaft und Infrastruktur

### Weinbau
Kleinlangheim ist heute Weinbauort im Anbaugebiet Franken. Eine Weinlage existiert um das Dorf, der Wein wird seit den 1970er Jahren unter dem Namen Kleinlangheimer Wutschenberg vermarktet. Kleinlangheim ist Teil des Bereichs Schwanberger Land, bis 2017 waren die Winzer im Bereich Steigerwald zusammengefasst. Die Keuperböden um Kleinlangheim eignen sich ebenso für den Anbau von Wein, wie die Lage in der Maingauklimazone, die zu den wärmsten Deutschlands gehört.
Bereits seit dem Frühmittelalter betreiben die Menschen um Kleinlangheim Weinbau. Die fränkischen Siedler brachten wohl im 7. Jahrhundert die Rebe mit an den Main. Erstmals urkundlich genannt wurde der Weinbau in Kleinlangheim allerdings erst im Jahr 1455. Im Mittelalter gehörte die Region zum größten zusammenhängenden Weinbaugebiet im Heiligen Römischen Reich. Die Menschen betrieben zumeist Nebenerwerbsweinbau zur Selbstversorgung, gleichzeitig bildeten sich bereits Exportzentren insbesondere entlang des Maines heraus.
Der Weinbau erlebte nach der Säkularisation zu Beginn des 19. Jahrhunderts einen umfassenden Niedergang. Vor allem klimatisch weniger begünstige Lagen gab man vollständig auf. Zusätzlich erschwerte das Aufkommen von Schädlingen wie der Reblaus den Anbau. 1914 berichtet die Pfarrchronik, davon, dass seit „6-7 Jahren keine irgendwie nennenswerten Weinernten zu verzeichnen gewesen sind (...)“. Konsolidieren konnte sich die Weinbauregion Franken erst wieder in der zweiten Hälfte des 20. Jahrhunderts. Der Einsatz von Düngern und verbesserte Anbaumethoden hatten dazu ebenso beigetragen wie die Organisation in Genossenschaften und die Flurbereinigung der 1970er Jahre. Augenfälligstes Merkmal des wieder erstarkten Weinbaus ist das Kleinlangheimer Weinfest Mitte Juni.
| Weinlage     | Größe 1993 | Größe 2019 | Himmelsrichtung | Hangneigung | Hauptrebsorten           | Großlage             |
| ------------ | ---------- | ---------- | --------------- | ----------- | ------------------------ | -------------------- |
| Wutschenberg | 5 ha       | 5 ha       | Süden           | 10–15 %     | Silvaner, Müller-Thurgau | Rödelseer Schloßberg |

### Verkehr

#### Straßenverkehr
Über die Kreisstraße zwischen Kitzingen Großlangheim Kleinlangheim Feuerbach Wiesentheid bzw. Rüdenhausen sind folgende überregionale Straßen zu erreichen:
- Bundesstraße 8
- Bundesstraße 22
- Bundesstraße 286
- Bundesautobahn 3, Europastraße E45 Ausfahrt 74 Kitzingen Schwarzach und Ausfahrt 75 Wiesentheid. Die Autobahnraststätte Haidt befindet sich auf Kleinlangheimer Gemarkung.
- Bundesautobahn 7, Europastraße E43 Ausfahrt 103 Kitzingen Biebelried

#### Bahnstrecke Kitzingen-Schweinfurt
Mit dem ausgehenden 19. Jahrhundert erhielt Kleinlangheim einen Anschluss an das bayernweite Eisenbahnnetz. 1893 wurde der Abschnitt Kitzingen-Gerolzhofen der sogenannten Steigerwaldbahn (auch Untere Steigerwaldbahn) fertiggestellt, Kleinlangheim wurde mit einem Haltepunkt ausgestattet. Die Nebenbahn verband ab 1903 Kitzingen mit dem Schweinfurter Hauptbahnhof und war damit eine der längeren Nebenstrecken in Deutschland.
Seit den 1980er Jahren begann man den Verkehr auf der Strecke zu reduzieren. 1981 fuhren zwischen Gerolzhofen und Kitzingen nur noch Personenbusse, der Güterverkehr wurde Mitte 2006 aufgegeben. Seit längerer Zeit gibt es Initiativen zur Reaktivierung des Personenverkehrs auf der stillgelegten Strecke. Anfang 2019 entbrannte ein heftiger, bis heute andauernder Streit über die Ausgestaltung der Wiederinbetriebnahme, der zum Politikum wurde.

### Bildung
- Evangelischer Kindergarten Arche Noah (dreigruppig)
- Grundschule. Die Teilhauptschule besteht seit dem Schuljahr 2008/2009 nicht mehr. Einige Schulklassen der Nikolaus-Fey-Grundschule Wiesentheid nutzen Räume der Schule in Kleinlangheim.

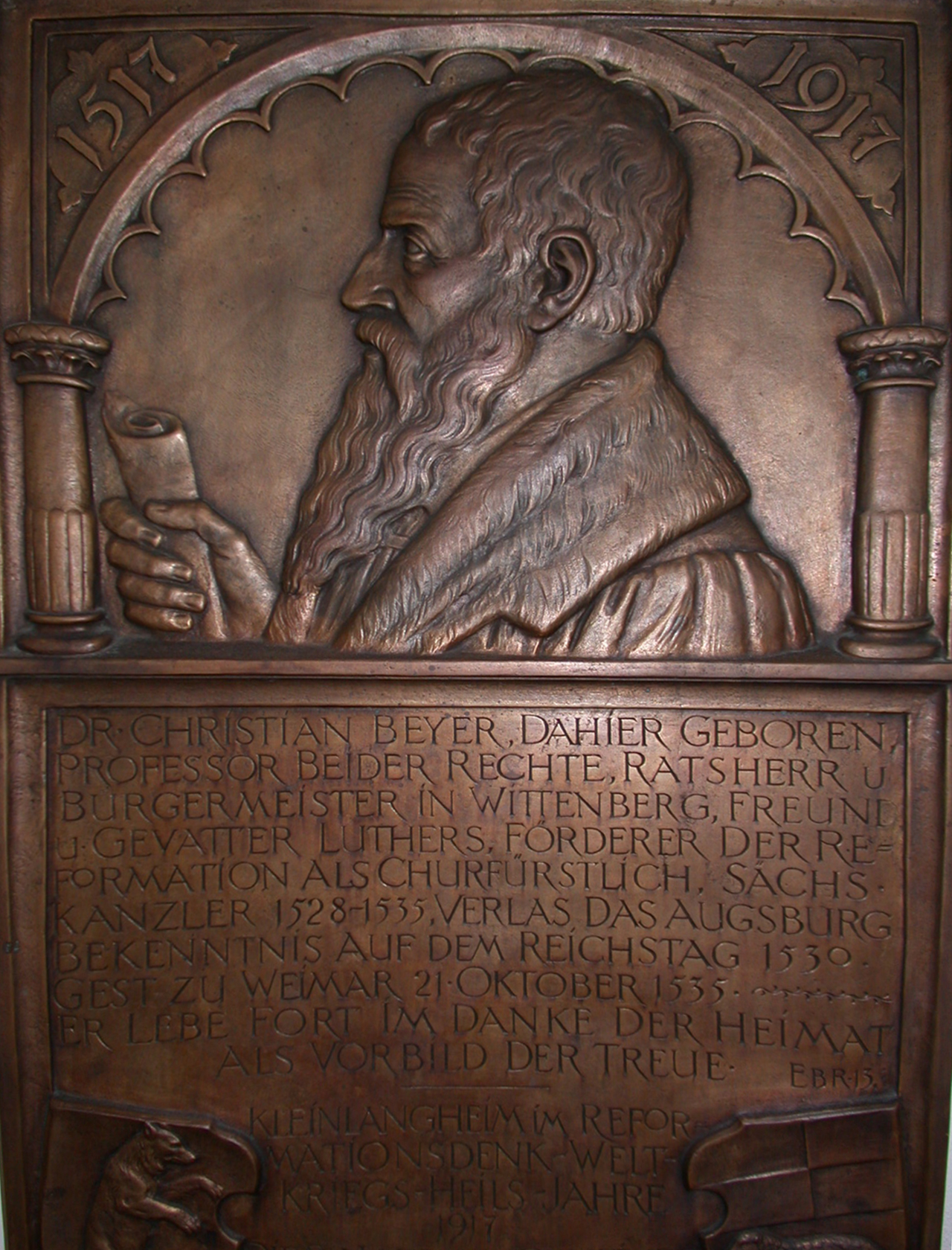
Christian Beyer, Epitaph in der evangelischen Pfarrkirche St. Georg und Maria in Kleinlangheim

## Söhne und Töchter der Gemeinde
- Nikolaus Esper, Großvater des Erzbischofs von Uppsala Olaus Esper, der Erzieher und Berater des jungen späteren Königs Gustav Adolf und später dessen Freund war
- Christian Beyer (um 1482–1535), Sächsischer Kanzler, Bürgermeister von Wittenberg und Freund Martin Luthers und Philipp Melanchthons
- Lorenz Löhl (1572–1634), Stadtpfarrer in Ansbach, Schriftsteller, Generalsuperintendent im Markgraftum Brandenburg-Ansbach
- Friedrich August Crämer (1812–1891), evangelischer Pfarrer und Missionar, Gründer der kleinen Stadt Frankenmuth in den USA
- Johann Carl Crämer, Vater des deutschen Eisenbahnnetzes
- „Ritter“ Carl „von“ Crämer (1818–1902), Unternehmer und Politiker
- Friedrich Carl Hösch (1836–1888), Lithograf, Illustrator, Maler und Grafiker
- Friedrich Wilhelm Grell (auch Friedrich August Grell[29]) (1866–), Schriftsteller und Komponist[30][31]
- Sophie Sondhelm (1887–1944), Krankenschwester und Heimleiterin, Fluchthelferin während der Zeit des Nationalsozialismus, ermordet in Auschwitz
- Fritz Grosch (1909–1990), Heimatforscher, Ehrenbürger von Kleinlangheim[32][33]